# Liste der Menhire in Mecklenburg-Vorpommern
Die Liste der Menhire in Mecklenburg-Vorpommern umfasst alle bekannten Menhire auf dem Gebiet des heutigen Bundeslandes Mecklenburg-Vorpommern.

## Liste der Menhire
- Menhir: Nennt die Bezeichnung des Menhirs sowie gebräuchliche Alternativbezeichnungen
- Ort: Nennt die Gemeinde und ggf. den Ortsteil, in dem sich der Menhir befindet.
- Landkreis: Nennt den Landkreis, dem die Gemeinde angehört. LRO: Landkreis Rostock; LUP: Landkreis Ludwigslust-Parchim; MSE: Landkreis Mecklenburgische Seenplatte; VG: Landkreis Vorpommern-Greifswald; VR: Landkreis Vorpommern-Rügen
- Typ: Unterscheidung verschiedener Untertypen:[1]
  - Rillenstein: ein aufgerichteter Stein mit Rillenverzierung
  - Steinkreis: eine Gruppe aufgerichteter Steine mit kreisförmiger Anordnung
  - Wächterstein: vor oder neben einem Grab stehender Stein
  - Monolith: sonstiger Stein mit Menhircharakter

### Erhaltene Menhire
| Menhir                                                                                       | Ort                                    | Landkreis | Typ              | Anmerkungen | Bild                         |
| -------------------------------------------------------------------------------------------- | -------------------------------------- | --------- | ---------------- | --- | ---------------------------- |
| Boitiner Steintanz                                                                           | Tarnow, OT Boitin                      | LRO       | Steinkreis       | Gruppe von vier Steinkreisen | Boitiner Steintanz           |
| Menhir I von Feldberg                                                                        | Feldberger Seenlandschaft, OT Feldberg | MSE       | Monolith         | |                              |
| Menhir II von Feldberg                                                                       | Feldberger Seenlandschaft, OT Feldberg | MSE       | Monolith         | |                              |
| Menhir III von Feldberg                                                                      | Feldberger Seenlandschaft, OT Feldberg | MSE       | Monolith         | |                              |
| Steinkreis von Feldberg                                                                      | Feldberger Seenlandschaft, OT Feldberg | MSE       | Steinkreis       | |                              |
| Steinkreis von Hohenbarnekow                                                                 | Gremersdorf-Buchholz, OT Hohenbarnekow | VR        | Steinkreis       | |                              |
| Menhir von Karlsburg                                                                         | Karlsburg, OT Karlsburg                | VG        | Monolith         | Einzelstein in Feldsteinfundament, Parkelement (ohne Geschichte) im Schlosspark Karlsburg; 2 Meter hoch | Der Menhir von Karlsburg     |
| Steintanz von Kirch Rosin („Gerichtsstelle“)                                                 | Mühl Rosin, OT Kirch Rosin             | LRO       | Steinkreis       | |                              |
| Steintanz von Lenzen („Gerichtsplatz“)                                                       | Mustin, OT Lenzen                      | LUP       | Steinkreis       | |                              |
| Rillenstein von Mühlenkamp                                                                   | Sassen-Trantow, OT Mühlenkamp          | VG        | Rillenstein      | |                              |
| Steintanz von Netzeband („Sieben Steine“)                                                    | Katzow, OT Netzeband                   | VG        | Steinkreis       | Teil einer neolithischen, bronze- und eisenzeitlichen Nekropole, mehrmals ausgegraben, von den ehemals 7 Steinen stehen noch 5 | Sieben Steine von Netzeband  |
| Steinkreis von Pöglitz                                                                       | Gremersdorf-Buchholz, OT Pöglitz       | VR        | Steinkreis       | Teil einer neolithischen, bronze- und eisenzeitlichen Nekropole |                              |
| Menhir von Pöglitz                                                                           | Gremersdorf-Buchholz, OT Pöglitz       | VR        | Wächterstein     | Teil einer neolithischen, bronze- und eisenzeitlichen Nekropole; neben einem Großsteingrab errichtet; gesprengt |                              |
| Wächterpaar von Nobbin                                                                       | Putgarten, OT Nobbin                   | VR        | Wächtersteinpaar | Teil einer neolithischen, bronze- und eisenzeitlichen Nekropole; vor einem Großsteingrab errichtet; je über 2 Meter hoch und 26 t schwer | Wächtersteine vor GSG Nobbin |
| Teufelsstuhl von Thurow                                                                      | Züssow, OT Thurow                      | VG        | Monolith         | möglicherweise auf einem durch Straßenbau (B 111) angeschnittenen bronzezeitlichen Grabhügel; Teufelsstuhl - wegen Stuhlform - Sage bislang nicht überliefert; auch genannt Thron des Zigeunerkönigs; in Feldsteinfundament; 1,8 Meter hoch | Teufelsstuhl von Thurow      |
| Steinkreis I von Polzow                                                                      | Polzow                                 | VG        | Steinkreis       | Teil einer Nekropole der vorrömischen Eisenzeit und römischen Kaiserzeit |                              |
| Steinkreis II von Polzow                                                                     | Polzow                                 | VG        | Steinkreis       | Teil einer Nekropole der vorrömischen Eisenzeit und römischen Kaiserzeit |                              |
| Steinkreis von Saal („Zwölf Apostelsteine“)                                                  | Saal                                   | VR        | Steinkreis       | |                              |
| Steinkreis von Spornitz („Sagensteine“, „Sieben Steine“, „Sieben Brüdersteine“, „Steintanz“) | Spornitz                               | LUP       | Steinkreis       | |                              |

### Zerstörte Menhire
| Menhir                       | Ort                          | Landkreis | Typ        | Anmerkungen                                                      | Bild                   |
| ---------------------------- | ---------------------------- | --------- | ---------- | ---------------------------------------------------------------- | ---------------------- |
| Steinkreise von Hohenbrünzow | Hohenmocker, OT Hohenbrünzow | MSE       | Steinkreis | 4 bis 5 Steinkreise; Teil einer Nekropole                        |                        |
| Steinkreis von Klopzow       | Rechlin, Wüstung Klopzow     | MSE       | Steinkreis | Doppelter Steinkreis                                             | Steinkreis von Klopzow |
| Steinkreis von Moltzow       | Moltzow                      | MSE       | Steinkreis | auf einer Anhöhe in der Nähe eines bronzezeitlichen Gräberfeldes |                        |